# Miho Klaić
Miho Klaić (ur. 19 sierpnia 1829 w Dubrowniku, zm. 3 stycznia 1896 w Zadarze) – chorwacki polityk i publicysta.

## Życiorys
Naukę w szkole podstawowej i średniej odbywał w Dubrowniku i Livorno. W latach 1849–1853 studiował na Uniwersytecie Padewskim, gdzie uzyskał tytuł zawodowy inżyniera architektury.
W latach 1854–1863 pracował w gimnazjum w Zadarze. Został zwolniony z powodów politycznych; na stanowisko powrócił w 1865 roku. Od 1866 roku sprawował funkcję kuratora oświaty. W 1871 roku przeszedł na emeryturę.
W 1861 roku został wybrany do Sejmu Krajowego Dalmacji. Mandat sprawował do swojej śmierci (pod koniec życia był przewodniczącym parlamentu). W latach 1865–1866 zasiadał także w chorwackim parlamencie. W latach 60. XIX wieku był również członkiem chorwackiej delegacji, która negocjowała warunki ugody węgiersko-chorwackiej. Działał w ramach partii Narodna stranka u Dalmaciji. Był jednym z założycieli pisma Narodni list, współpracując z Mihovilem Pavlinoviciem. Ideowo był ściśle związany z Josipem Jurajem Strossmayerem. Silny wpływ wywarł na niego europejski liberalizm i idee Wiosny Ludów. Był prezesem i wiceprezesem organizacji Matica dalmatinska. Był zwolennikiem jedności narodowej Chorwatów i Serbów w Dalmacji. Opowiadał się za zjednoczeniem Królestwa Dalmacji z Trójjedynym Królestwem Chorwacji, Slawonii i Dalmacji. Uważa się, że Klaić przyczynił się do ustanowienia języka chorwackiego językiem urzędowym w Dalmacji i rozwoju gospodarczego Dalmacji (rozwój infrastruktury, rzemiosła i rolnictwa).